# Campeonato Mundial de Atletismo Júnior de 2012 - Revezamento 4x100 m feminino
A prova dos 4x100 metros feminino do Campeonato Mundial de Atletismo Júnior de 2012 ocorreu entre os dias 13 e 14 de julho em Barcelona, na Espanha.

## Recordes
Antes desta competição, os recordes mundiais e do campeonato nesta prova eram os seguintes:
|     | Nome                                                            | Nacionalidade  | Tempo | Local    | Data                |
| --- | --------------------------------------------------------------- | -------------- | ----- | -------- | ------------------- |
| WJR | Bianca Knight Jeneba Tarmoh Elizabeth Olear Gabrielle Mayo      | Estados Unidos | 43.29 | Eugene   | 8 de agosto de 2006 |
| CR  | Sherone Simpson Kerron Stewart Anneisha McLaughlin Simone Facey | Jamaica        | 43.40 | Kingston | 21 de julho de 2002 |

## Medalhistas
| Ouro                                                                           | Prata                                                                         | Bronze                                                                                   |
| Estados Unidos · Morgan Snow · Dezerea Bryant · Jennifer Madu · Shayla Sanders | Alemanha · Alexandra Burghardt · Ida Mayer · Katharina Grompe · Jessie Maduka | Brasil · Camila de Souza · Tamiris de Liz · Nathalia da Rosa · Jéssica Carolina dos Reis |

## Cronograma
Todos os horários são locais (UTC+1).
| Data        | Hora  | Evento        |
| ----------- | ----- | ------------- |
| 13 de julho | 18:35 | Eliminatórias |
| 14 de julho | 21:35 | Final         |

## Resultados

### Eliminatórias
Qualificação: Os 2 primeiros de cada bateria (Q) e os 2 tempos mais rápidos (q).
| Posição | Bateria | Raia | Nacionalidade  | Atletas                                                                        | Tempo | Notas                |
| ------- | ------- | ---- | -------------- | ------------------------------------------------------------------------------ | ----- | -------------------- |
| 1       | 1       | 7    | Estados Unidos | Morgan Snow, Kali Davis-White, Jennifer Madu, Shayla Sanders                   | 43.95 | Q, WJL               |
| 2       | 3       | 7    | Alemanha       | Alexandra Burghardt, Ida Mayer, Katharina Grompe, Jessie Maduka                | 44.27 | Q,                   |
| 3       | 2       | 4    | Reino Unido    | Annie Tagoe, Hannah Thomas, Rachel Johncock, Sophie Papps                      | 44.47 | Q,                   |
| 4       | 3       | 6    | Nigéria        | Josephine Ada Omaka, Wisdom Isoken, Goodness Thomas, Stephanie Kalu            | 44.58 | Q,                   |
| 5       | 1       | 4    | Países Baixos  | Miquella Lobo, Tessa van Schagen, Naomi Sedney, Marloes Duijn                  | 44.68 | Q,                   |
| 6       | 2       | 7    | Brasil         | Thais Vides, Tamiris de Liz, Nathalia da Rosa, Camila de Souza                 | 44.79 | Q,                   |
| 7       | 2       | 8    | Bélgica        | Orphée Depuydt, Camille Laus, Imke Vervaet, Justien Grillet                    | 44.88 | q, NJR               |
| 8       | 3       | 4    | Polónia        | Zuzanna Kalinowska, Katarzyna Sokólska, Angelika Stępień, Kamila Ciba          | 45.02 | q,                   |
| 9       | 3       | 5    | Itália         | Elisa Paiero, Irene Siragusa, Anna Bongiorni, Udochi Ekeh                      | 45.15 | Recorde da temporada |
| 10      | 3       | 8    | Suíça          | Nora Frey, Sara Atcho, Charlène Keller, Samantha Dagry                         | 45.61 |                      |
| 11      | 1       | 8    | Austrália      | Carla Williams, Monica Brennan, Ella Nelson, Ashleigh Whittaker                | DSQ   |                      |
| 12      | 2       | 3    | Canadá         | Clémence Paiement, Khamica Bingham, Isatu Fofanah, Shai-Anne Davis             | DSQ   |                      |
| 13      | 2       | 5    | Espanha        | Cristina Lara, Paula Llistosella, Sonia Molina-Prados, María Isabel Pérez      | DSQ   |                      |
| 14      | 3       | 3    | África do Sul  | Chante van Tonder, Philippa van der Merwe, Zanri van der Merwe, Nabeela Parker | DSQ   |                      |
| 15      | 1       | 5    | Bahamas        | Devynne Charlton, Carmiesha Cox, Rashan Brown, Anthonique Strachan             | DNF   |                      |
| 16      | 2       | 6    | Jamaica        | Monique Spencer, Shawnette Lewin, Christania Williams, Deandre Whitehorne      | DNF   |                      |
| 17      | 1       | 6    | Eslovênia      | Laura Strajnar, Kaja Debevec, Tina Slejko, Maja Petrovic                       | DNF   |                      |
| 18      | 1       | 3    | China          |                                                                                | DNS   |                      |

### Final
A prova final foi realizada no dia 14 de julho ás 21:35.
| Posição           | Raia | Nacionalidade  | Atleta                                                                       | Tempo | Notas                |
| ----------------- | ---- | -------------- | ---------------------------------------------------------------------------- | ----- | -------------------- |
| Medalha de ouro   | 9    | Estados Unidos | Morgan Snow, Dezerea Bryant, Jennifer Madu, Shayla Sanders                   | 43.89 | WJL                  |
| Medalha de prata  | 6    | Alemanha       | Alexandra Burghardt, Ida Mayer, Katharina Grompe, Jessie Maduka              | 44.24 | Recorde da temporada |
| Medalha de bronze | 3    | Brasil         | Camila de Souza, Tamiris de Liz, Nathalia da Rosa, Jéssica Carolina dos Reis | 44.29 | Recorde da temporada |
| 4                 | 1    | Polónia        | Zuzanna Kalinowska, Katarzyna Sokólska, Angelika Stępień, Kamila Ciba        | 44.95 | Recorde da temporada |
| 5                 | 2    | Bélgica        | Orphée Depuydt, Camille Laus, Imke Vervaet, Justien Grillet                  | 45.12 |                      |
| 6                 | 7    | Países Baixos  | Miquella Lobo, Tessa van Schagen, Naomi Sedney, Marloes Duijn                | 45.22 |                      |
| 7                 | 5    | Nigéria        | Josephine Ada Omaka, Wisdom Isoken, Goodness Thomas, Stephanie Kalu          | DNF   |                      |
| 8                 | 8    | Reino Unido    | Dina Asher-Smith, Rachel Johncock, Desiree Henry, Sophie Papps               | DSQ   |                      |

Legenda
| Recorde mundial       | Recorde mundial (World record)               |                       | Recorde africano                      | Recorde africano (African) |                                           | Q | Classificado por posição (Qualified) |
| Recorde do campeonato | Recorde do campeonato (Championship record)  | Recorde da América    | Recorde da América (Americas)         | q                          | Classificado por melhor tempo (Qualified) |   |                                      |
| Melhor marca do ano   | Melhor marca do ano (World leading)          | Recorde asiático      | Recorde asiático (Asian)              | DNS                        | Não largou (Did not start)                |   |                                      |
| Recorde nacional      | Recorde nacional (National record)           | Recorde europeu       | Recorde europeu (European)            | DNF                        | Não terminou (Did not finish)             |   |                                      |
| Recorde pessoal       | Recorde pessoal do atleta (Personal best)    | Recorde da Oceania    | Recorde da Oceania (Oceania)          | DSQ / DQ                   | Desclassificado (Disqualified)            |   |                                      |
| Recorde da temporada  | Recorde da temporada do atleta (Season best) | Recorde sul-americano | Recorde sul-americano (South America) | NM                         | Sem marca (No mark)                       |   |                                      |